# Bianca de la Cerda

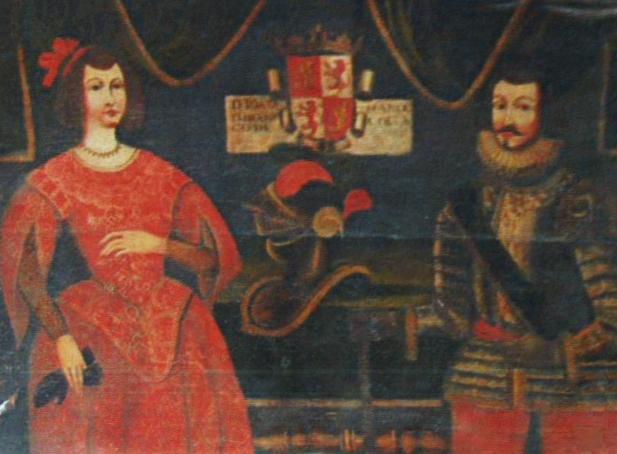
Bianca ed il marito Giovanni Manuele

Bianca de la Cerda (1311 – 1341) fu una nobile castigliana, che fu signora di Villena, di Escalona e di Peñafiel, dal 1329 alla sua morte.

## Origine
Bianca, come riporta il Nobiliario del Conde de Barcelos Don Pedro era figlia di Fernando de la Cerda(1272-1333) e di Giovanna Núñez di Lara (1286-1351), detta la Palomilla, signora de Lerma, Villafranca, Dueñas, Fuente-Empudia, Torrelobatón e Herrera, figlia di Giovanni Núñez de Lara “el Gordo”, signore di Lara e Biscaglia e della moglie Teresa Álvarez de Azagra, signora di Albarracín.

Fernando de la Cerda era figlio secondogenito di Ferdinando de la Cerda (figlio del re di Castiglia e León Alfonso X il Saggio e di Violante d'Aragona) e di Bianca di Francia (1253–1320), figlia del re di Francia Luigi IX il Santo e di Margherita di Provenza.

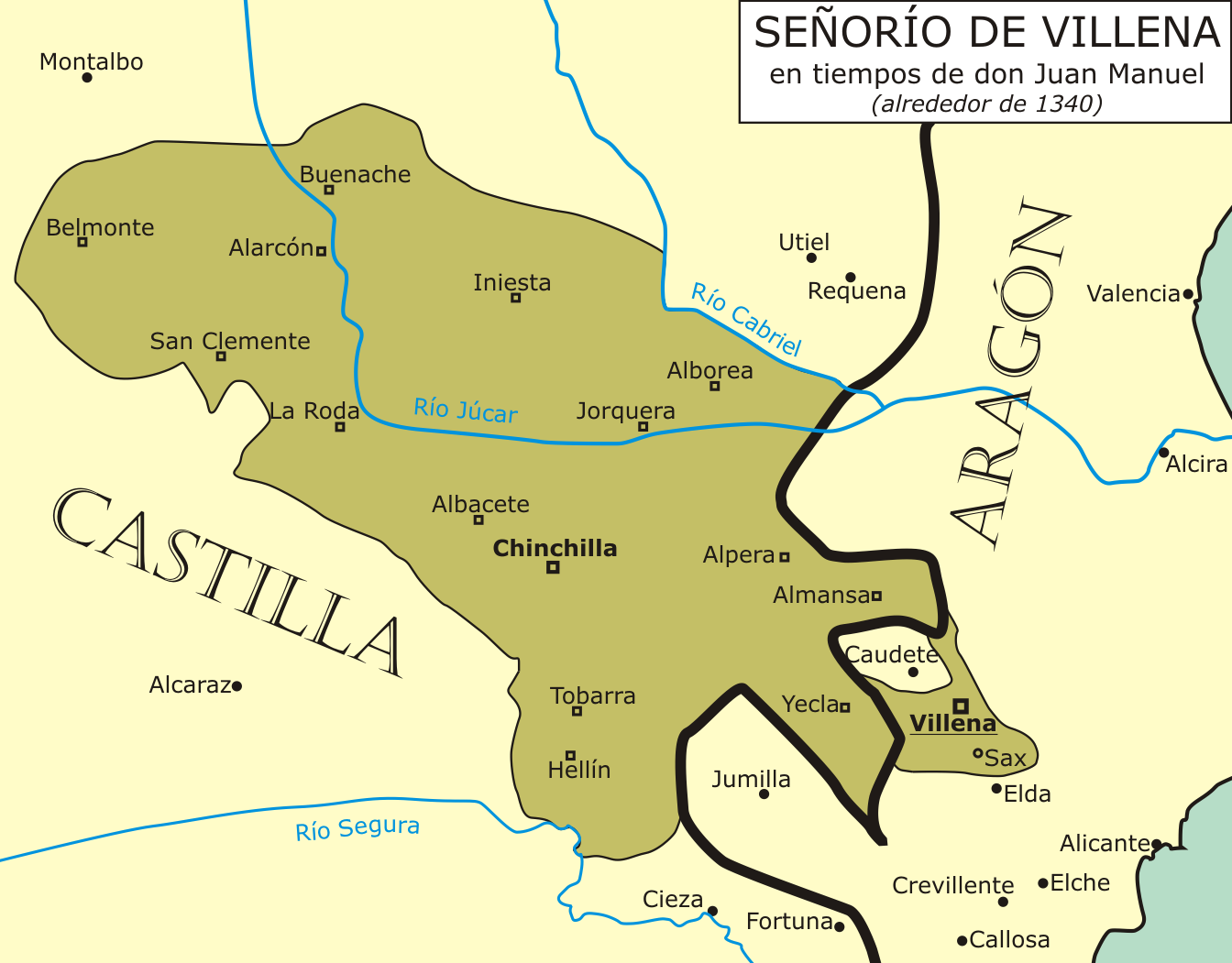
La signoria di Villena nel 1340.

## Biografia
Sua madre, Giovanna Núñez di Lara, era al suo secondo matrimonio, essendo vedova di Enrico di Castiglia.
Bianca, come riporta il Chronicon Domini Joannis Emmanuelis, nel gennaio del 1329, a Lerma, sposò uno dei maggiori feudatari della penisola iberica, Giovanni Manuele di Castiglia (Eodem mensem contraxit Dns Joannes cum Dna Blanca, filia Dni Fernandi in Lerma), che nell'agosto del 1327 era rimasto vedovo di Costanza d'Aragona.

## Discendenza
Bianca a Giovanni Manuele diede due figli:
- Fernando[8] († circa 1350), signore di Escalona, Penafiel e Villena[3], che sposò nel 1346 Giovanna di Ampurias, figlia di Raimondo Berengario d'Aragona (1308-1364), conte prima di Prades e poi, dopo lo scambio con il fratello Pietro, conte di Empúries.[9] Dalla coppia nacque:
  - Bianca Manuel (circa 1348-1361), signora di Villena, Escalona e Penafiel fino al 1361 ed erede della famiglia Lara, per questo osteggiata dal re di Aragona, Pietro IV.
- Giovanna (1339-1381), che nel 1350 sposò Enrico II di Castiglia (1333-1379) divenendo così Regina di Castiglia.

### Fonti primarie
- (LA)  #ES España sagrada, Volume 2.
- (ES)  #ES Crónica de San Juan de la Peña

### Letteratura storiografica
- Rafael Altamira, "La Spagna (1031-1248)", in Storia del mondo medievale, vol. V, 1999, pp. 865–896
- (PT)  Nobiliario del Conde de Barcelos Don Pedro, Hijo del Rey Don Dionisio, Reyes de Portugal